# Ficus mauritiana
Ficus mauritiana là một loài thực vật có hoa trong họ Moraceae. Loài này được Lam. mô tả khoa học đầu tiên năm 1788.

## Hình ảnh

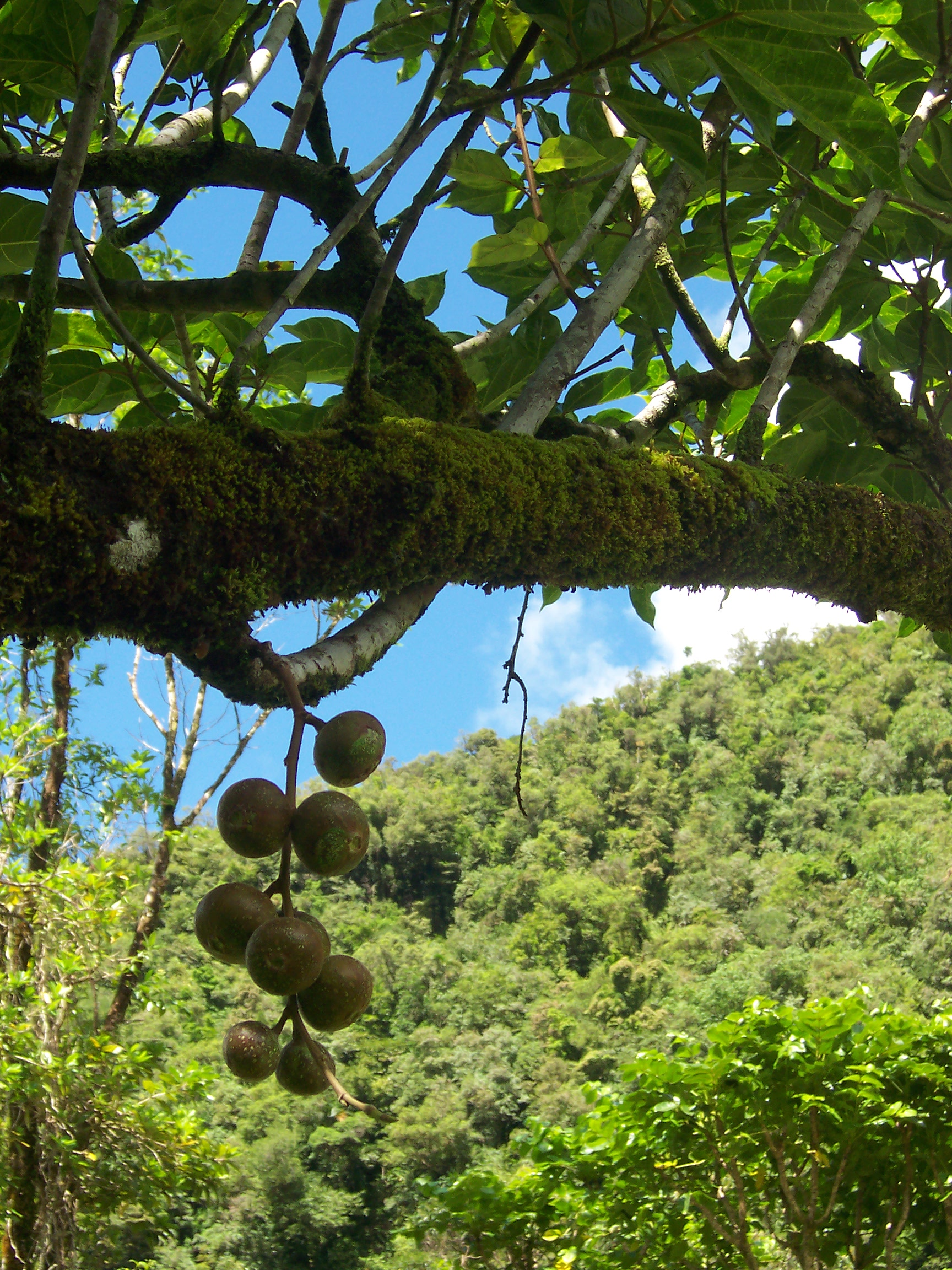
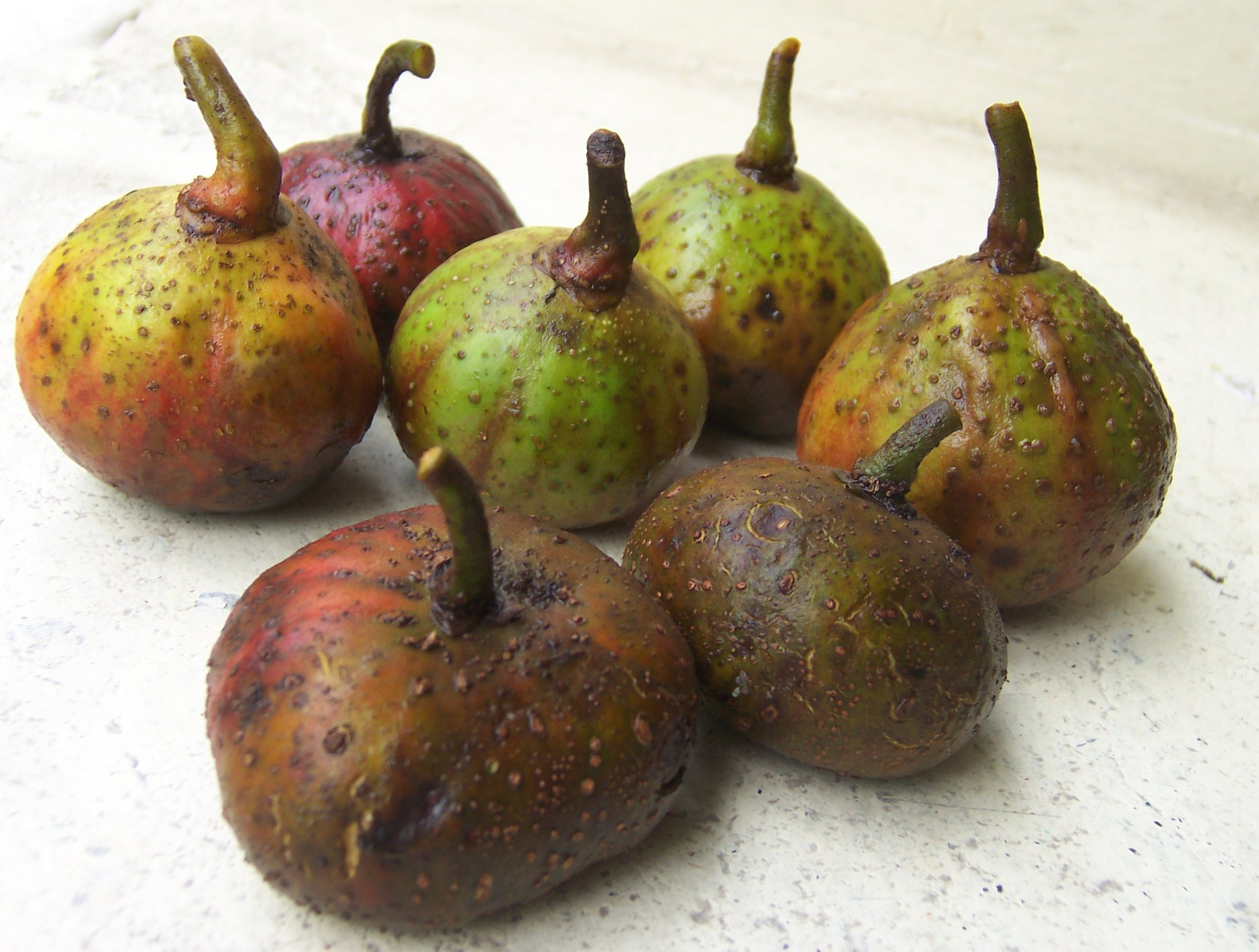